# Chrysococcyx meyeri
El cuclillo orejiblanco o cuclillo de Meyer  (Chrysococcyx meyeri) es una especie de ave cuculiforme de la familia Cuculidae que vive en Nueva Guinea. 

## Distribución y hábitat
Se encuentra en las selvas tropicales de tierras bajas de la isla de Nueva Guinea, tanto en la parte perteneciente a Indonesia como en la de Papúa Nueva Guinea.